# Monti Ilirnejskij
I Monti Ilirnejskij (in russo Илирнейский кряж?, Ilirnejskij krjaž) sono una catena montuosa dell'Estremo Oriente russo. Si trovano nel Bilibinskij rajon del Circondario autonomo della Čukotka, nella Siberia Orientale. 
La catena montuosa è compresa negli altopiani della Siberia Orientale, come parte dell'altopiano dell'Anadyr'; ha una lunghezza di 220 km e una larghezza di 70 km. Il punto più alto è la vetta del Dvuch Cirkov (1785 m). 
Scorre alle pendici meridionali e occidentali della catena il fiume Malyj Anjuj (affluente della Kolyma). Sui monti Ilirnejskij ha origine il fiume Raučua.